# 모로하
모로하(영어: Moroha 일본어: 諸刃 모로하[*])는 타카하시 루미코의 시대극 액션 판타지 소년만화 《 이누야샤 》의 정식 애니메이션 후속작 《 반요 야샤히메 》의 주인공이다. 주인공 3인 체제를 이루는 다른 두 명인 부계 사촌 쌍둥이 자매 토와, 세츠나와 함께 극을 이끌게 된다.

## 무기
• 요도 쿠리카라마루(妖刀 倶利伽羅丸): 스승인 야와라기로부터 물려받은 무기이다. 요력용 무기로 주로 근거리에 있는 적들을 공격하기 위해 사용한다. 도신에 용의 문양이 새겨져 있는 것이 특징이다.
• 활과 화살: 영력용 무기로 파마와 화살과 천공의 화살비를 쏘기 위해 사용한다.

## 능력
모로하는 아버지 이누야샤에게 요력을, 어머니 히구라시 카고메에게 영력을 물려받았기 때문에 영력과 요력을 모두 가지고 있다.
• 파마의 화살
• 천공의 화살비
• 홍룡파: 요도 쿠리카라마루(妖刀 倶利伽羅丸)를 이용해 만든 기술로 빨간용이 나오는 기술이며 상대를 다치거나 죽게 만드는 기술이다
• 비인혈조: 아버지인 이누야샤도 사용하는 비인혈조는 자신의 피를 이용해 공격하는 기술이다. 이 기술은 베니야샤가 되지 않아도 사용할 수 있으며, 모로하의 기본 기술이라고 할만큼 눈길이 가는 기술이다.
• 산혼철조: 아버지인 이누야샤도 사용하는 산혼혈조는 자신의 손톱을 이용해 공격하는 기술이다. 이 기술은 베니야샤가 되지 않아도 사용할 수 있으며, 모로하의 기본 기술이라고 할만큼 눈길이 가는 기술이다.